# Arrondissement Châteaubriant-Ancenis
Châteaubriant-Ancenis is een arrondissement van het Franse departement Loire-Atlantique in de regio Pays de la Loire. De onderprefectuur is Châteaubriant.
Het arrondissement ontstond op 1 januari 2017 door een samensmelting van de arrondissementen Ancenis en Châteaubriant. en de toevoeging van volgende gemeenten uit het arrondissement Nantes: Grandchamps-des-Fontaines, Sucé-sur-Erdre, Treillières en Vigneux-de-Bretagne.

## Kantons
Het arrondissement omvat volgende kantons:
- Kanton Ancenis-Saint-Géréon
- Kanton Blain ( deel: 3/14 )
- Kanton La Chapelle-sur-Erdre ( deel: 5/6 )
- Kanton Châteaubriant
- Kanton Guémené-Penfao
- Kanton Nort-sur-Erdre
- Kanton Pontchâteau ( deel: 4/13 )